# Casa Forés (Montmeló)
La Casa Forés és una obra noucentista de Montmeló (Vallès Oriental) inclosa a l'Inventari del Patrimoni Arquitectònic de Catalunya.

## Descripció
Casa jardí de planta baixa i pis. La coberta és de tipus mansarda. Les façanes de la planta baixa estan estucades. Una potent motllura separa la planta baixa del pis. Aquest té les façanes lleugerament inclinades i recobertes de peces de teula plana. A la planta baixa els buits són d'arc rebaixat i les finestres tenen persianes de llibret. L'entrada principal està flanquejada per dues finestres i per accedir-hi hi ha una escalinata de cinc graons. Les obertures del pis són de llinda plana, n'hi ha tres a la façana principal i posterior i dos a la resta. Aquests buits que sobresurten del pla inclinat de la façana tenen al damunt una coberta de perfil sinuós. A la façana posterior hi ha un porxo de planta rectangular sostingut per dues parelles de columnes als extrems. La coberta és plana i funciona com a terrassa del pis. La barana és balustrada.